# Centralne Kierownictwo Transportów
Centralne Kierownictwo Transportów (CKT) - zostało zorganizowane przez Oddział III na mocy rozkazu Sztabu Generalnego WP L. 58 z 4 lutego 1919.
Było podległe szefowi Sztabu Generalnego WP przez Oddział III. Prowadzenie CKT zlecono szefowi Oddziału III mjr. Janowi Haluch-Brzozowskiemu. Podporządkowano mu kierownictwa transportów w okręgowych dyrekcjach kolejowych.